# 中華民國大陸時期鐵路運輸
中華民國的鐵路運輸事業，是在清朝既有的基礎上開展，並持續擴張。建政初期，北洋政府陸續將列強掌握的路權收回；國民政府統一全國後，鐵路以國營為主，部分路線開放民營，並曾在中央政府成立中華民國鐵道部以掌管全國鐵路事務。1931年發生九一八事變後，日本在中国东北地区和華北扶持满洲国、汪精衛政權等傀儡政權，出於軍事和資源掠奪目的，日本政府也同時在這些地方大力建設鐵路。1937年，中国抗日战争全面爆發，華東精華地帶的鐵路幹線陸續遭到日本軍佔領；在當時艱困的局勢下，國民政府仍持續在中國西部大後方修築鐵路，並以國際鐵路做為突破日軍海運封鎖的方法之一。1945年抗戰勝利時，如包含佔領區修築的路線，全國鐵路里程數約30,190公里。
抗戰勝利後，第二次國共內戰隨即爆發，全國各地的鐵路網路成為中國國民黨和中國共產黨雙方主要的爭奪對象。1949年後，中華民國政府因戰事失利遷往臺灣、失去對中國大陸的治權，中華民國的鐵路事業也僅侷限在臺灣本島發展。詳見臺灣鐵路運輸。

## 發展沿革

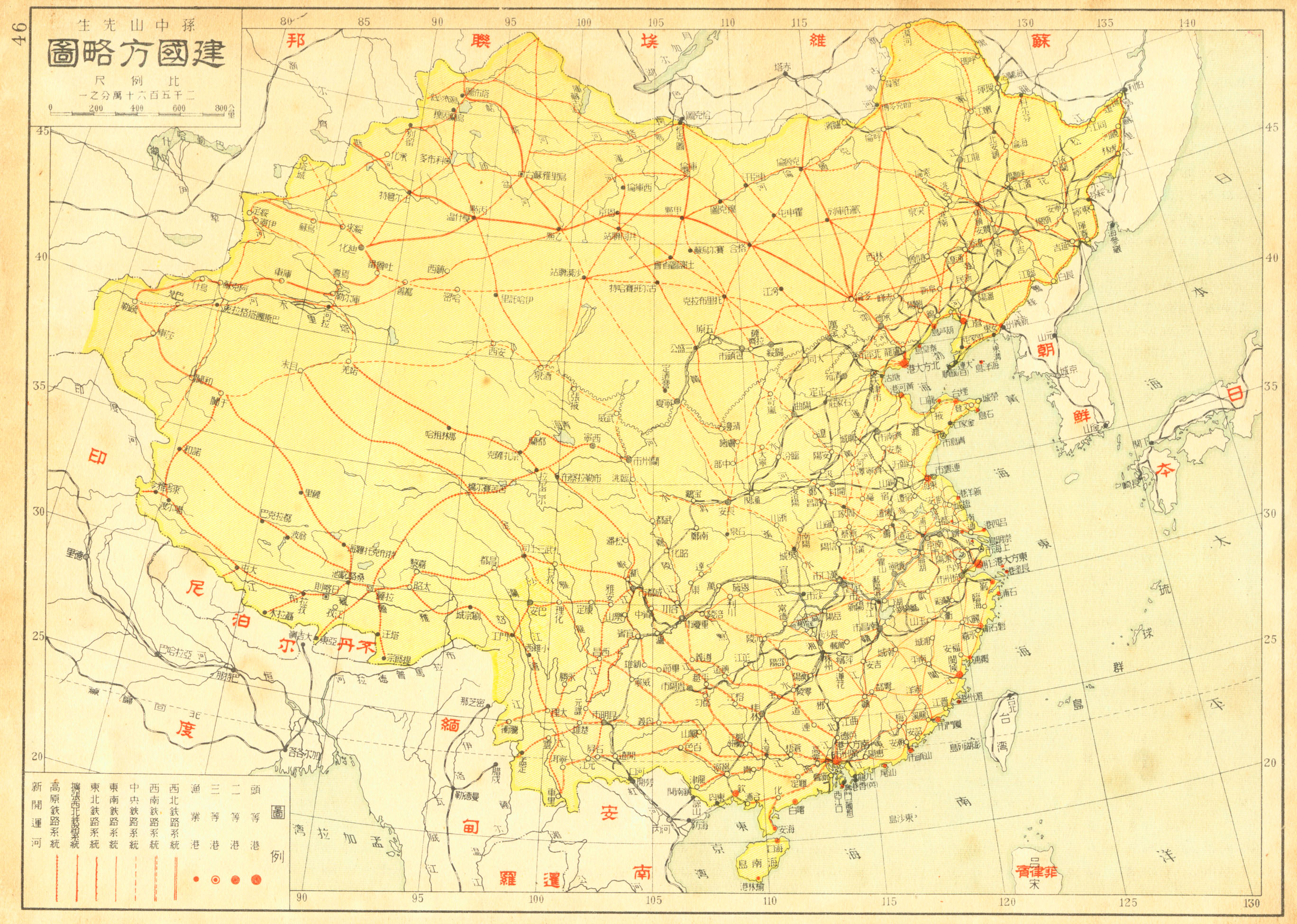
孫中山著書《建國方略》中「實業計畫」的示意圖，其中包含鐵路計畫

1919年由北洋政府制定公布的「鐵路旗」

自清光绪二年（1876年）吳淞鐵路完工後，鐵路開始在中國出現。至清宣統二年（1911年）辛亥革命爆發前，中国境內共修筑铁路约9,400公里，其中由列强直接建设经营的占41%，列强通过贷款控制的约占39%；国有铁路，包括中国官商自筑和收回自办的仅占约20%；而且铁路、设备标准不一，技术落後。
1912年中華民國建立後，身為民國肇建者之一的孙中山便力主铁路建设，并出任中华民国铁道协会会长，指出“交通為實業之母，鐵道又為交通之母”，因此在《建国方略》中，企划了“完成鐵道十萬英里（十六萬公里）”的宏伟蓝图，惟孙中山在写成此书五年后病逝，未能圆他划时代的铁路梦，但其规划其中许多至今已陆续实现，例如青藏铁路、沿海铁路、洛湛铁路、宜万铁路等。

### 北洋政府時期
民國元年（1912年），北洋政府在原清代郵傳部改組的交通部之下設「路政司」以主管全國鐵路。孫中山在辭去臨時大總統後，於同年10月14日於上海籌辦中國鐵路總公司，督辦全國鐵路建設。

### 黃金十年時期
民國17年（1928年）國民政府完成北伐統一中國後，便努力开展铁路建设。由於鐵路建設日漸繁多，國民政府於同年10月1日將鐵路事務自交通部劃出，在行政院之下設立铁道部，并於民國21年（1932年）颁布了中国第一部鐵路基本法规——《铁道法》，还制定了一系列与铁路建设、发展相关的法律法规，主要涉及铁路运输、财政、组织等各个方面，另外又开创了以中外合作的方式筹集资金。民國18年（1929年），國民政府實施鐵路國有政策，原有鐵路企業之股份，由鐵道部換發公債，中東路事件亦在同年發生。
在北伐成功後的“黄金十年”期间，中国又一次掀起了筑路高潮，抗日战争前，国民政府以完成粤汉、陇海两路为重点，并在华东、华北地区在不依靠国外资金援助的情形下成功修建了浙赣、粤汉、同蒲、江南、淮南、苏嘉等线:94。1927年至1937年间，國民政府共修鐵路3793公里（未包括同时期東三省修築的4500公里），全国铁路里程已達1.2萬公里。

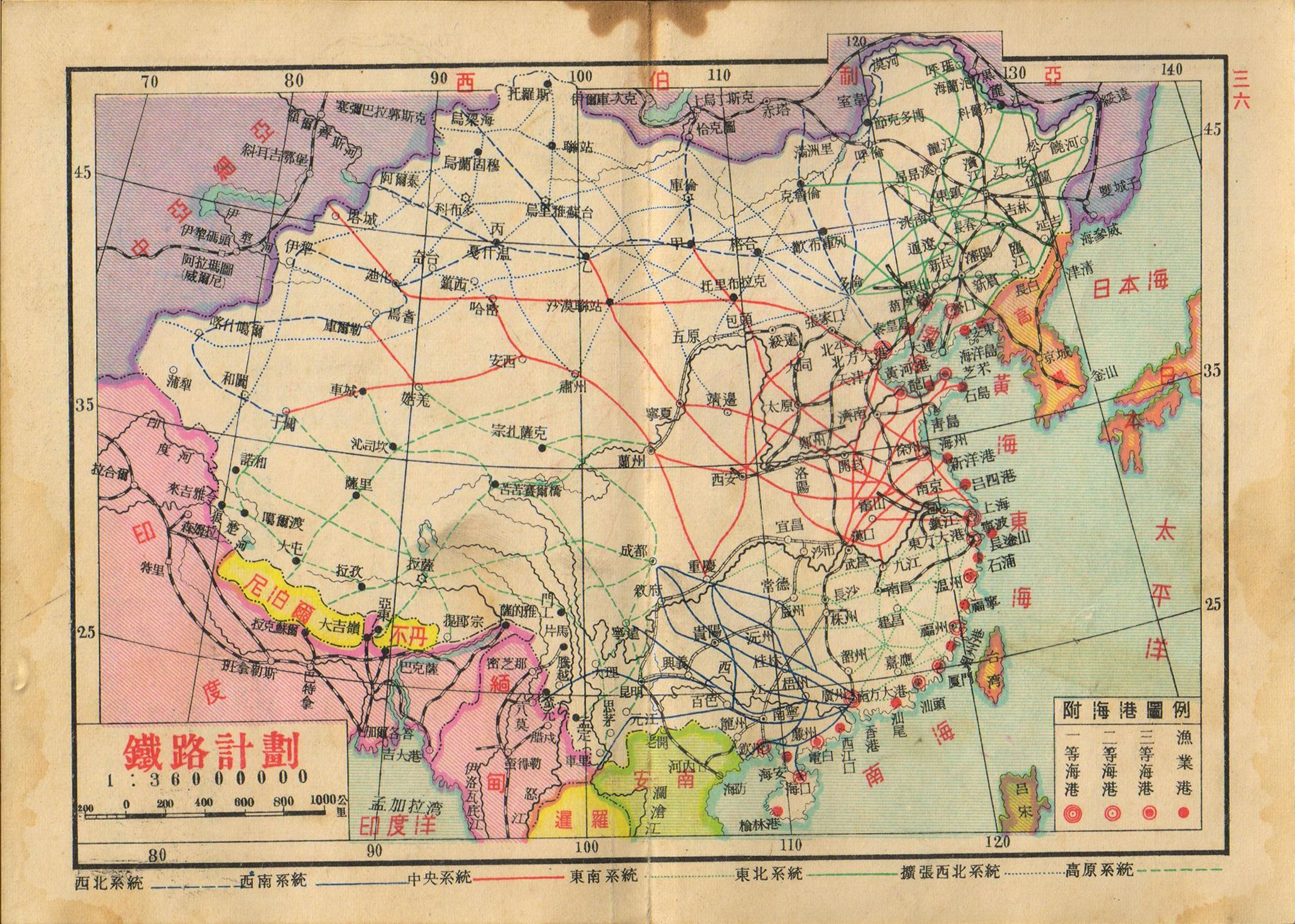
亞新地學社1936年《袖珍中華全圖》的全國鐵路計劃地圖

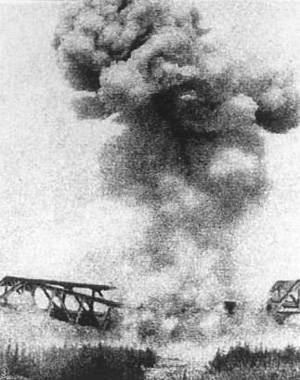
日军炸毁陇海铁路的一座铁路桥（1938年）

然而，来自日本的威胁同时也不断增加。九一八事变后，東三省全部被日本關東軍佔領，并成立了满洲国。由于日本把满洲国作为发展成一个工业基地的计划的一部分，大举建设铁路，到1939年，满洲国内的铁路总長已超過一万公里，铁路技术发达，在世界上首屈一指，其中又以南满铁路和亚细亚号列车为代表。

### 對日抗戰時期
七七事變发生以后，八年抗战展开。抗战期间国民政府利用军事物资着手兴建湘黔、湘桂、黔桂、滇缅、川滇等线，以便利撤退到西南四省战略大后方的战略转移。國民政府為精簡組織，於民國27年（1938年）將鐵道部併入交通部。在抗戰期間，国民政府在未被占领地区建成了1500公里铁路，在支持经济和军事上起了重要作用。
惟受戰火波及，抗战期间许多铁路受到不同程度的破坏，例如在1940年发生的百团大战一役中，为截断日军的补给交通线，华北地区就有约470公里的铁路被破坏。但同时日本为扩大战争，而从1931年占领东北起到1945年8月投降期间也不断修筑铁路，计有约6700公里，其中有5200公里在东北，1200公里在华北，300公里在海南岛。抗战结束后，除中长铁路外，这些铁路尚未被破坏的部分由国民政府接收。

### 戰後復員時期
1945年抗戰勝利，中華民國重新控制東北地區以及接管台灣，國民政府分別設置東北運輸總局（兼管公路和鐵路）和臺灣鐵路管理委員會（臺灣鐵路管理局前身）以管理鐵路事宜。
此外，中華民國交通部亦擬定「戰後五年鐵路建設計畫」，並實施「鐵路幹線區制」，將全國鐵路分區管理。但接着随之而来的第二次国共内战，令国民政府无暇兼顾铁路建设，也令铁路运输时常中断，意外频生。第二次国共内战期間，中国人民解放军就曾大規模挖斷各地鐵路，以阻斷中華民國國軍的交通運輸。

### 政府遷台後迄今
1949年10月，中國共產黨在中國大陸建政，中華民國政府於同年12月撤守台灣，兩岸開始分治，自此中華民國的鐵路發展便侷限於台灣本島。當時台灣鐵路的主要營運機構為隸屬於臺灣省政府的臺灣鐵路管理局，其他則多為產業鐵路，如台灣糖業鐵路、林業鐵路等。
戒嚴時期，中央政府建設鐵路主要著眼於產業和軍事的需求。隨著台灣經濟在1960年代逐漸起飛，政府推行多項重大鐵路建設，如北迴鐵路和鐵路電氣化。1973年，中華民國政府推動「十大建設」，其中鐵路建設佔兩項，分別為「鐵路電氣化」與「北迴鐵路」；1979年，縱貫鐵路完成電氣化，自強號開始投入營運，台北至高雄乘車時間由8小時縮短為4小時，大大減少了台灣南北的交通運輸時間；同年12月30日，聯結台東線與宜蘭線的北迴鐵路通車，東西部的鐵路完成連結。1979年，中華民國政府繼續推動「十二項建設」，鐵路建設包括修建南迴鐵路完成台鐵環島鐵路網，以及繼續鐵路全面電氣化和統一軌距。1982年，台東線將原本的762mm軌距改為與西部鐵路相同的1,067mm軌距，與北迴線完成直通。1991年，南迴線完工通車，台灣的「環島鐵路網」正式完成。
在1991年南迴鐵路通車後完成台灣環島鐵路網。台灣西部走廊各大都會區於1990年代籌建大眾捷運系統，以及2007年台灣高速鐵路的通車，這些都使台灣的鐵路建設開展出新的局面。除了幹線鐵路的建設外，戰後的台鐵陸續修建了深澳線、林口線、中和線等鐵路支線，提供貨運或客運服務，並接續完成內灣線、東勢線等日治時期未完工之鐵路支線。
隨著戰後臺灣經濟的起飛、以及人口的不斷增加，中華民國政府於1960年代末期開始研議在臺北等都會區興建大眾捷運系統（地鐵），但第一個捷運系統——臺北捷運遲至1988年才動工，至1996年3月28日開始營運；另一方面，因應臺灣西部龐大的運輸需求，中華民國政府於1980年代開始籌建南北高速鐵路（即台灣高速鐵路），於1999年正式動工，2007年1月5日完工通車。

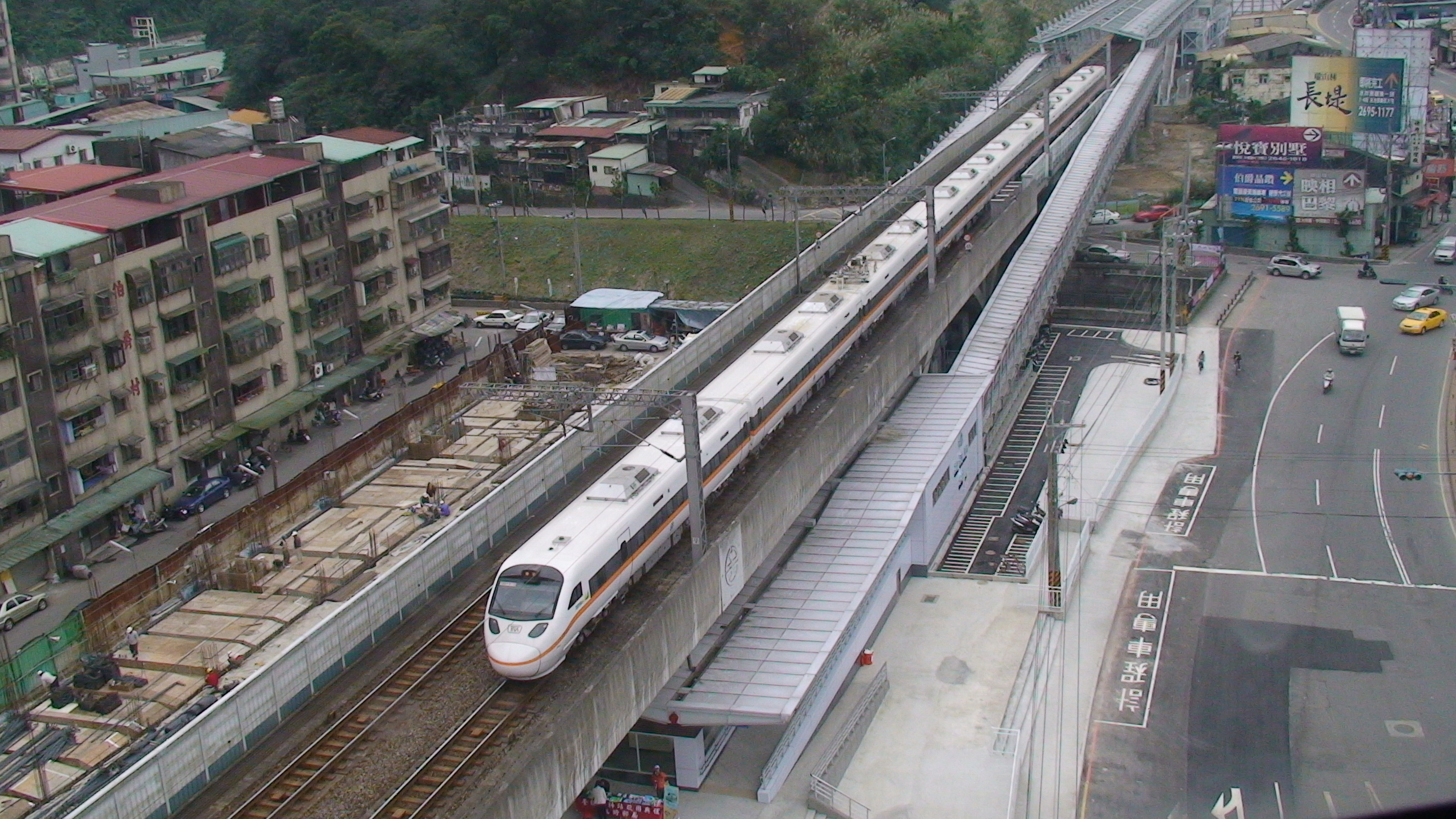
駛過汐科車站的太魯閣號

進入中華民國時期後，台灣政府的陸上交通政策轉向為以大量修築道路為主的公路主義；而隨著台灣經濟發展，民眾自有自用汽車的比率大幅上昇，配合中山高速公路等建設，加上公路運輸的機動性與普遍性優於鐵路，導致許多鐵路營運狀況不佳，有的歇業拆除如東勢線、中和線，有的轉型如淡水線改建為捷運路線，以致台灣鐵路總長萎縮，不足全盛期的一半，其中又以產業輕便鐵路最為明顯。台灣糖業鐵路曾經總長將近3,000公里，網路遍佈台灣中南部各地，然而隨著台灣製糖業的沒落，大批糖廠歇業停工，絕大多數糖鐵隨之荒廢。僅零星路段在地方人士的努力下，近年轉型觀光用途。
而長期以來平面鐵路造成市區切割、以及短途運輸效率不彰等問題，政府與台鐵陸續推出十數項臺鐵捷運化計畫，預定在西部都會區內增設車站、增加班次以及鐵路立體化方式因應，亦開闢沙崙線與六家線等新線。
另外，台灣東部因交通較為不便、也無聯外高速公路，於2007年起引進傾斜式列車於東部幹線營運，並配合東部幹線電氣化，有效減少東西部往來所需時間。

## 鐵路線列表
下列為中華民國大陸時期的鐵路線，以管理機構區分。列表中的「開通時間」，乃路線開始營運的日期，並非全線完工的時間。

### 平津鐵路管理局
| 路線名                      | 動工時間 | 開通時間 | 起訖點      | 長度      | 備註 |
| --------------------------- | -------- | -------- | ----------- | --------- | ---- |
| 幹線                        |          |          |             |           |      |
| 北寧鐵路（北平—辽宁沈阳段） | 1881年   | 1912年   | 北平—沈阳北 | 1,249公里 |      |
| 平熱鐵路（北平—古北口段）   | 年       | 年       | 北平—古北口 | 公里      |      |

### 京滬鐵路管理局
| 路線名     | 動工時間 | 開通時間 | 起訖點                  | 長度       | 備註 |
| ---------- | -------- | -------- | ----------------------- | ---------- | ---- |
| 幹線       |          |          |                         |            |      |
| 京滬鐵路   | 1905年   | 1908年   | 上海北—下关             | 311公里    |      |
| 江南鐵路   | 1933年   | 1935年   | 中華門—蕪湖—宣城—孫傢埠 | 125.4公里  |      |
| 滬杭甬鐵路 | 1905年   | 1916年   | 上海南—杭州             | 202.4公里  |      |
| 蘇嘉鐵路   | 1935年   | 1936年   | 吴县—嘉兴               | 74.440公里 |      |
| 京贛鐵路   | 1933年   | 1933年   | 鷹潭—蕪湖               | 570公里    |      |

### 津浦鐵路管理局
| 路線名   | 動工時間 | 開通時間 | 起訖點      | 長度        | 備註 |
| -------- | -------- | -------- | ----------- | ----------- | ---- |
| 幹線     |          |          |             |             |      |
| 津浦鐵路 | 1908年   | 1912年   | 天津北—浦口 | 1,451.4公里 |      |
| 膠濟鐵路 | 1899年   | 1904年   | 青島—濟南   | 384.2公里   |      |
| 石德鐵路 | 1940年   | 1941年   | 石家莊—德州 | 181.9公里   |      |
| 水蚌鐵路 | 1941年   | 1941年   | 水家湖—蚌埠 | 61公里      |      |
| 支線     |          |          |             |             |      |
| 鐵路     | 年       | 年       | 車站—車站   | 公里        |      |

### 浙贛鐵路管理局
| 路線名   | 動工時間 | 開通時間 | 起訖點    | 長度      | 備註 |
| -------- | -------- | -------- | --------- | --------- | ---- |
| 幹線     |          |          |           |           |      |
| 浙贛鐵路 | 1899年   | 1905年   | 筧橋—株洲 | 911.5公里 |      |
| 南潯鐵路 | 1907年   | 1916年   | 九江—牛行 | 128公里   |      |
| 支線     |          |          |           |           |      |
| 鐵路     | 年       | 年       | 車站—車站 | 公里      |      |

### 粵漢鐵路管理局
| 路線名   | 動工時間 | 開通時間 | 起訖點    | 長度        | 備註 |
| -------- | -------- | -------- | --------- | ----------- | ---- |
| 幹線     |          |          |           |             |      |
| 粵漢鐵路 | 1900年   | 1936年   | 廣州—武昌 | 1,095.6公里 |      |
| 廣九鐵路 | 1906年   | 1910年   | 廣州—九龍 | 183公里     |      |
| 廣三鐵路 | 1898年   | 1903年   | 廣州—三水 | 49公里      |      |
| 支線     |          |          |           |             |      |
| 鐵路     | 年       | 年       | 車站—車站 | 公里        |      |

### 平漢鐵路管理局
| 路線名   | 動工時間 | 開通時間 | 起訖點    | 長度        | 備註 |
| -------- | -------- | -------- | --------- | ----------- | ---- |
| 幹線     |          |          |           |             |      |
| 平漢鐵路 | 1897年   | 1906年   | 北平—漢口 | 1,311.4公里 |      |
| 道清鐵路 | 1904年   | 1907年   | 道口—清化 | 150公里     |      |
| 支線     |          |          |           |             |      |
| 鐵路     | 年       | 年       | 車站—車站 | 公里        |      |

### 隴海鐵路管理局
| 路線名   | 動工時間 | 開通時間 | 起訖點      | 長度      | 備註 |
| -------- | -------- | -------- | ----------- | --------- | ---- |
| 幹線     |          |          |             |           |      |
| 隴海鐵路 | 1905年   | 1953年   | 連雲港—天水 | 1,759公里 |      |
| 支線     |          |          |             |           |      |
| 鐵路     | 年       | 年       | 車站—車站   | 公里      |      |

### 昆明鐵路管理局
| 路線名   | 動工時間 | 開通時間 | 起訖點      | 長度      | 備註       |
| -------- | -------- | -------- | ----------- | --------- | ---------- |
| 幹線     |          |          |             |           |            |
| 川漢鐵路 | 1903年   |          | 成都—漢口   | 3,000公里 | 1911年停工 |
| 滇缅铁路 | 1938年   |          | 昆明—仰光   | 1,920公里 | 1942年停工 |
| 滇越鐵路 | 1903年   | 1910年   | 昆明北—河口 | 469公里   |            |
| 支線     |          |          |             |           |            |
| 鐵路     | 年       | 年       | 車站—車站   | 公里      |            |

### 晉冀鐵路管理局
| 路線名   | 動工時間 | 開通時間 | 起訖點      | 長度       | 備註 |
| -------- | -------- | -------- | ----------- | ---------- | ---- |
| 幹線     |          |          |             |            |      |
| 正太鐵路 | 1903年   | 1907年   | 石家莊—太原 | 242.95公里 |      |
| 支線     |          |          |             |            |      |
| 鐵路     | 年       | 年       | 車站—車站   | 公里       |      |

### 湘桂黔鐵路管理局
| 路線名   | 動工時間 | 開通時間 | 起訖點    | 長度      | 備註 |
| -------- | -------- | -------- | --------- | --------- | ---- |
| 幹線     |          |          |           |           |      |
| 湘桂鐵路 | 1938年   | 1955年   | 衡陽—隘口 | 1,013公里 |      |
| 黔桂鐵路 | 1939年   | 1959年   | 貴陽—柳州 | 489公里   |      |
| 支線     |          |          |           |           |      |
| 鐵路     | 年       | 年       | 車站—車站 | 公里      |      |

### 東北運輸總局
| 路線名   | 動工時間 | 開通時間 | 起訖點        | 長度      | 備註 |
| -------- | -------- | -------- | ------------- | --------- | ---- |
| 幹線     |          |          |               |           |      |
| 中東铁路 | 1897年   | 1903年   | 满洲里—绥芬河 | 2,400公里 |      |
| 南滿鐵路 | 1905年   | 1910年   | 哈爾濱—大連   | 944公里   |      |
| 瀋安鐵路 | 1904年   | 1905年   | 瀋陽—安東     | 277公里   |      |
| 支線     |          |          |               |           |      |
| 鐵路     | 年       | 年       | 車站—車站     | 公里      |      |

### 臺灣鐵路管理局
| 路線名     | 動工時間 | 開通時間 | 起訖點      | 長度      | 備註                        |
| ---------- | -------- | -------- | ----------- | --------- | --------------------------- |
| 幹線       |          |          |             |           |                             |
| 縱貫鐵路   | 1887年   | 1908年   | 基隆—高雄   | 371.8公里 | 軌距為1,067公釐（窄軌）     |
| 支線       |          |          |             |           |                             |
| 屏東線鐵路 | 1907年   | 1908年   | 高雄港—枋寮 | 65.0公里  | 軌距為1,067公釐（窄軌）     |
| 臺東線鐵路 | 1909年   | 1917年   | 花蓮—臺東   | 171.9公里 | 此時軌距為762公釐（窄軌）   |
| 宜蘭線鐵路 | 1917年   | 1919年   | 八堵—蘇澳   | 95.0公里  | 軌距軌距為1,067公釐（窄軌） |
| 內灣支線   | 1944年   | 1951年   | 新竹—內灣   | 27.9公里  | 軌距為1,067公釐（窄軌）     |

### 民營鐵路
| 路線名     | 動工時間 | 開通時間 | 起訖點      | 長度      | 備註                                                             |
| ---------- | -------- | -------- | ----------- | --------- | ---------------------------------------------------------------- |
| 華北       |          |          |             |           |                                                                  |
| 同蒲鐵路   | 1933年   | 1935年   | 大同—風陵渡 | 865公里   | 抗戰前為山西省政府經營                                           |
| 華中       |          |          |             |           |                                                                  |
| 江南鐵路   | 1933年   | 1935年   | 南京—孙家埠 | 125.4公里 | 由公私合資之江南鐵路公司經營                                     |
| 臺灣       |          |          |             |           |                                                                  |
| 新店線鐵路 |          | 1921年   | 萬華—新店   | 10.4公里  | 原由台北鐵路公司經營，1949年由臺灣鐵路管理局收購，1965年停止營運 |

## 相關制度

### 法規
- 鐵路法
- 大眾捷運法

### 引用
1. ↑  第二十一期（西元2008年5月16日出刊）[永久]，「孫學研究」學報，孫逸仙博士圖書館，2008年5月16日，第21期
2. ↑  CDMD:2.2008.089048 . 李长玲 . 《南京国民政府时期的铁路政策研究（1927-1937）》 . 
山东师范大学，2008年.
3. 1 2  John K. Fairbank. . 12: Republican China 1912-1949, Part I. Cambridge University Press. 1983  [2011-01-15]. ISBN 978-0521235419. （原始内容存档于2015-05-25）.
4. ↑  . m.thepaper.cn.   [2020-12-21].

### 书籍
- 中華民國慶祝中國鐵路一百週年籌備委員會 (编). . 陳延厚 總編輯. 台北市: 臺灣鐵路管理局.  [中華民國70年6月9日] （中文（繁體））.

## 外部連結
- 中華民國交通部（页面存档备份，存于）